# Isopyrum anemonoides
Isopyrum anemonoides är en ranunkelväxtart som beskrevs av Grigorij Silych Karelin och Kir.. Isopyrum anemonoides ingår i släktet vitsippsrutor, och familjen ranunkelväxter. Inga underarter finns listade i Catalogue of Life.